# Aleksiej Jekimow
Aleksiej Iwanowicz Jekimow (ros. Алексей Иванович Екимов; ur. 28 lutego 1945 w ZSRR) – rosyjski fizyk ciała stałego, laureat Nagrody Nobla w dziedzinie chemii w 2023 roku.
4 października 2023 roku ogłoszono nagrodzenie Jekimowa wraz z Moungim Bawendim oraz Louisem Brusem Nagrodą Nobla w dziedzinie chemii za odkrycie i syntezę kropek kwantowych”. Każdy z nagrodzonych otrzymał 1/3 nagrody. W komunikacie Komitet Noblowski docenił rolę kropek kwantowych, najmniejszych elementów w nanotechnologii oraz wytworzenie cząstek tak małych, że o ich właściwościach decydują zjawiska kwantowe. W przypadku Jekimowa wyróżniono wytworzenie na początku lat 80. zależnych od wielkości efektów kwantowych w szkle kolorowym. Kolor pochodził od nanocząsteczek chlorku miedzi, a Jekimow zademonstrował wpływ rozmiaru cząstki na kolor szkła jako wynik efektów kwantowych.
W czasie ogłoszenia przyznania Nagrody Nobla był naukowcem w nowojorskim przedsiębiorstwie Nanocrystals Technology Inc.